# ويليام برنس (رجل أعمال)
ويليام برنس (بالإنجليزية: William Prince)‏ هو  وشخصية أعمال أمريكي، ولد في 10 نوفمبر 1766، وتوفي في 9 أبريل 1842.